# Rahman Amuzad
Rahman Amuzad Chalili (pers. ‏رحمان عموزاد خلیلی‎; ur. 17 lipca 2002) – irański zapaśnik walczący w stylu wolnym. Srebrny medalista olimpijski z Paryża. Złoty medalista mistrzostw świata w 2022, piąty w 2023 roku. 
Wicemistrz igrzysk azjatyckich w 2022. Wygrał mistrzostwa Azji w 2022, 2023 i 2024. Drugi w Pucharze Świata w 2022, a także trzeci w zawodach indywidualnych w 2020. Mistrz świata juniorów w 2021. Mistrz świata kadetów w 2018 i 2019 roku.